# Snooker-Saison 1972/73
Die Snooker-Saison 1972/73 war eine Reihe von Turnieren, die der Snooker Main Tour angehörten. Sie begann im Juli 1972 und endete im April 1973 mit der Snookerweltmeisterschaft 1973. Während der Saison gab es 23 aktive Profispieler.

## Turniere
Während der Saison wurden sechs Turniere ausgetragen.
| Datum                                | Turnier                              | Austragungsort | Sieger         | Finalgegner    | Ergebnis |
| ------------------------------------ | ------------------------------------ | -------------- | -------------- | -------------- | -------- |
| Juli 1972                            | Park Drive 2000 – Autumn             | England        | John Spencer   | Alex Higgins   | 5:3      |
| 19. September bis 23. November 1972  | Australian Professional Championship | Sydney         | Eddie Charlton | Gary Owen      | 19:10    |
| 29. Dezember 1972 bis 1. Januar 1973 | Pot Black                            | Birmingham     | Eddie Charlton | Rex Williams   | 1:0      |
| Januar 1973                          | Men of the Midlands                  | England        | Alex Higgins   | Ray Reardon    | 5:3      |
| Januar 1973                          | Park Drive 1000                      | Leeds          | John Spencer   | Jackie Rea     | 3:2      |
| 16. April bis 28. April 1973         | Snookerweltmeisterschaft             | Manchester     | Ray Reardon    | Eddie Charlton | 38:32    |